# Hypericum balearicum
El hipérico de las Baleares (Hypericum balearicum) es una planta de la familia Hypericaceae del  género Hypericum  nativa de las islas Baleares. 

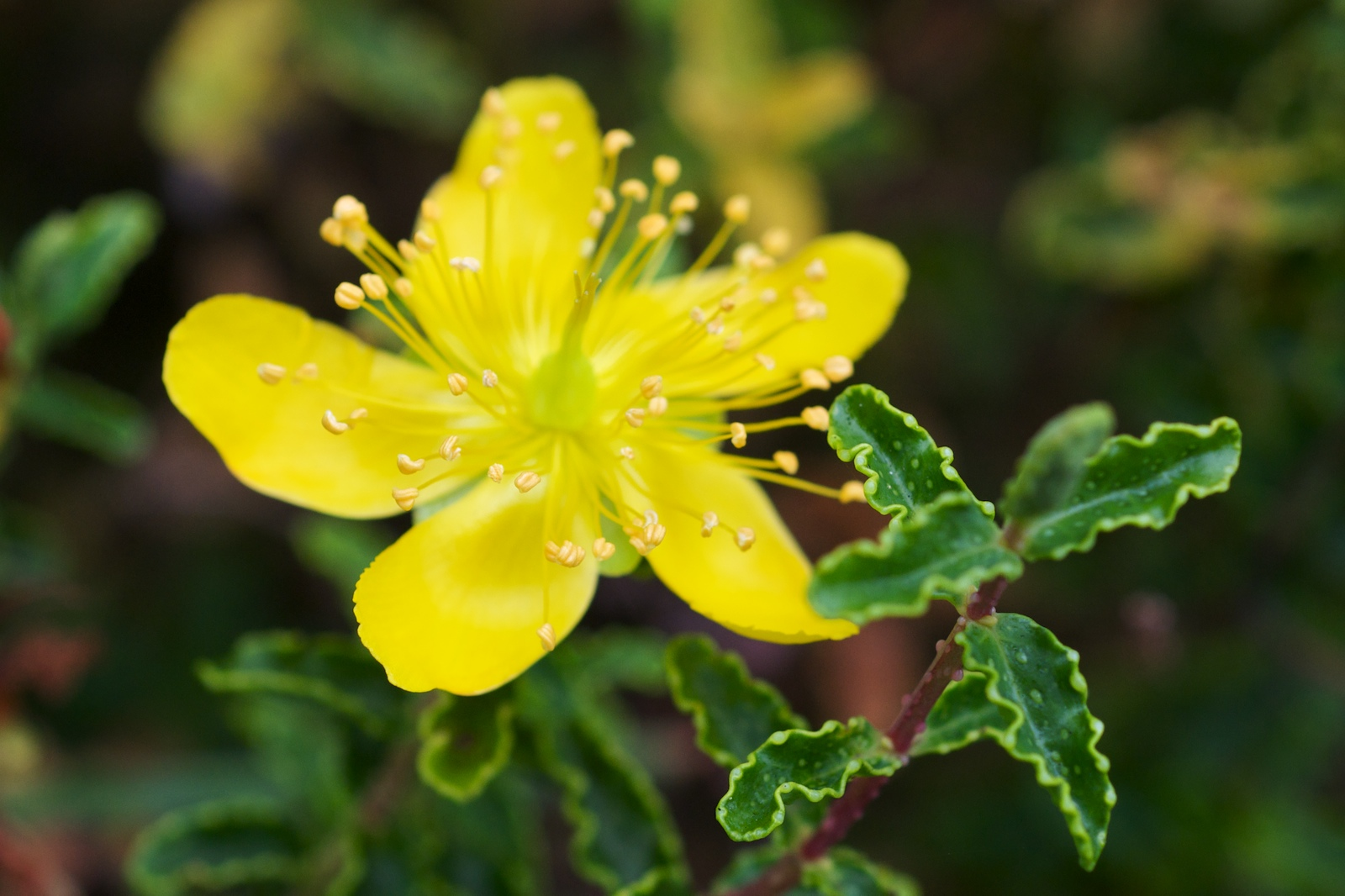
Detalle de la flor

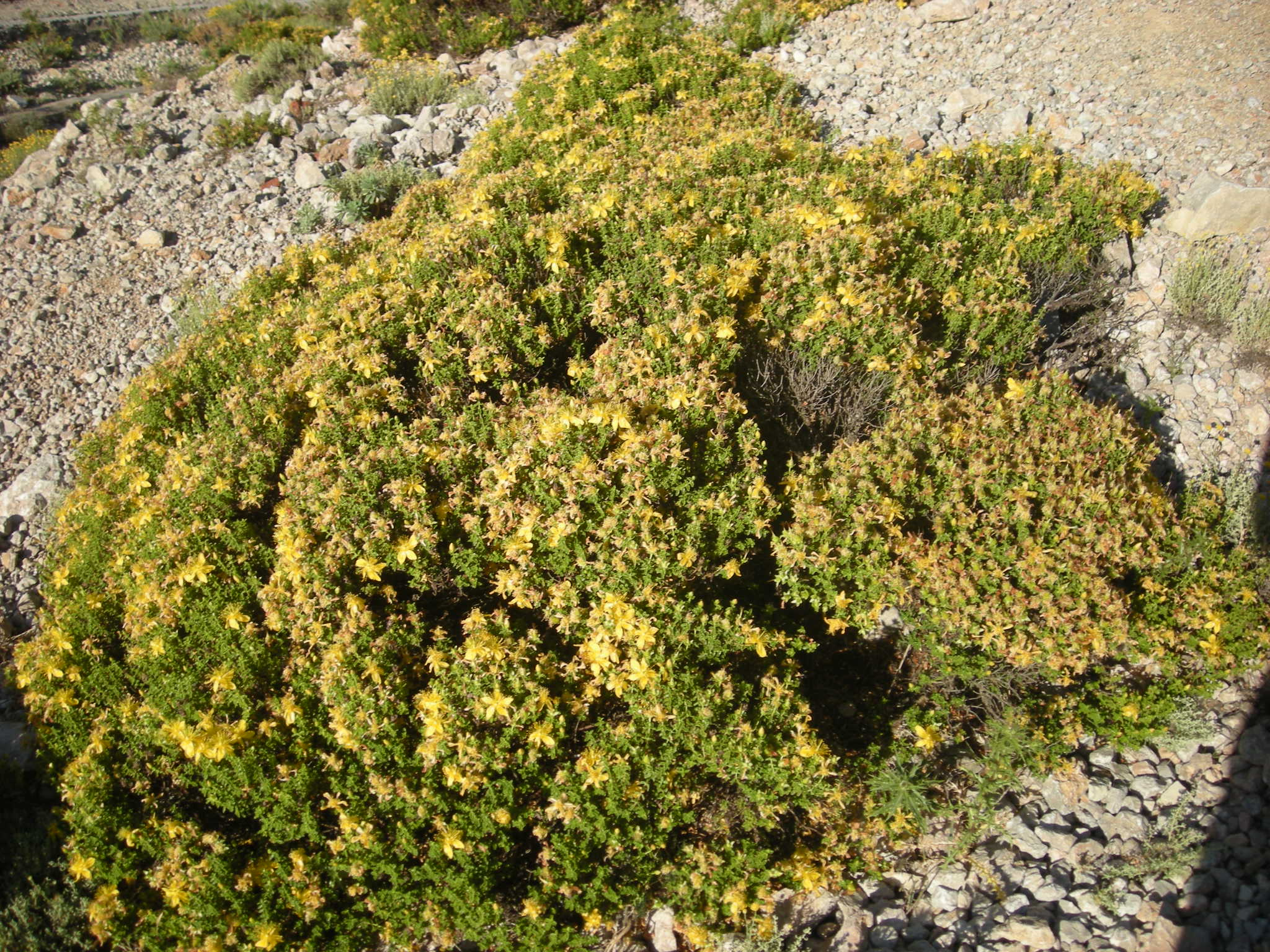
Vista de la planta

## Descripción
Es un arbusto o sufrútice de hasta 1(2) m de altura, glabro. Tallos jóvenes tetrangulares, con vesículas resinosas, ± translúcidas, prominentes, principalmente en los ángulos, excepto en el entrenudo apical. Hojas 4-13 x 2-9 mm –relación longitud/anchura: 1,5-3–, de estrechamente elípticas a elípticas u ovadas, obtusas, de crespas a unduladas, coriáceas, con vesículas prominentes, resinosas, ± translúcidas, conspicuas. Brácteas 4-5 mm, adpresas al cáliz, a veces escotadas. Flores terminales, solitarias. Sépalos 5-7 mm, acentuadamente desiguales, imbricados, de suborbiculares a elípticos, patentes en el fruto. Pétalos 13-22 mm, marcadamente asimétricos. Estilos 6-13 mm. Cápsula 8-12 mm, de ovoidea a subpiramidal, estriada, resinífera. Semillas 1,2-1,5(1,7) mm, ápteras, de un pardo rojizo.

## Taxonomía
Hypericum balearicum fue descrita por  Carlos Linneo    y publicado en Species Plantarum 2: 785. 1753.
Citología
Número de cromosomas de Hypericum balearicum (Fam. Guttiferae) y táxones infraespecíficos: 2n=24
Etimología
Hipérico: nombre genérico que deriva del griego hyperikon ("sobre las imágenes" o "por encima de una aparición"). Para algunos, el nombre hace referencia a la propiedad que se le atribuía de hacer huir a los malos espíritus y las apariciones; solían colgarse flores de esta planta sobre las imágenes religiosas el día de San Juan. Para otros, las glándulas de sus pétalos parecen formar imágenes (a este hecho se le dio mucha importancia en la Edad Media, ya que era utilizado en los exorcismos por sus virtudes cabalísticas). 
balearicum: epíteto geográfico que alude a su localización en las Islas Baleares.
Sinonimia
- Psorophytum balearicum (L.) Y.Kimura in Nakai & Honda, Nov. Fl. Jap. 10: 22 (1951)
- Ascyrum glandulosum Moench, Suppl. Meth. 42 (1802), nom. illeg.
- Psorophytum undulatum Spach, Hist. Nat. Vég. 5: 413 (1836), nom. illeg.
- Hypericum verrucosum Salisb., Prodr. Stirp. Chap. Allerton 369 (1796), nom. illeg.[4]

## Nombres comunes
- Castellano: estepa, hipericón de las Baleares, hipérico de Baleares.[5]
- Catalán: estepa joana